# Dorsa Geikie
Dorsa Geikie – grupa grzbietów na powierzchni Księżyca  o średnicy około 228 km. Dorsa Geikie znajduje się na współrzędnych selenograficznych ☾ 4,6°S 52,5°E/-4,600000 52,500000 na obszarze Mare Fecunditatis.
Nazwa grzbietu została nadana w 1976 roku przez Międzynarodową Unię Astronomiczną i pochodzi od Archibalda Geikie (1835-1924), szkockiego geologa.